# Liga Campionilor EHF Feminin 2017-2018 - faza grupelor
Acest articol descrie primul tur al Ligii Campionilor EHF Feminin 2017-2018.

## Format
Cele 16 echipe au fost împărțite în patru grupe de câte patru. Fiecare echipă a disputat câte un joc pe teren propriu și unul în deplasare împotriva fiecărui adversar din grupă. Primele trei echipe clasate au avansat în grupele principale, de unde primele patru echipe au avansat în fazele eliminatorii. Tragerea la sorți a avut loc pe 30 iunie 2017, de la ora 21:00.

## Distribuția
Distribuția echipelor a fost publicată pe 27 iunie 2017. 16 echipe au fost implicate în acest proces, fiind împărțite în patru urne valorice de câte patru.
| Urna 1                                                   | Urna a 2-a                                          | Urna a 3-a                                                       | Urna a 4-a                                                                        |
| -------------------------------------------------------- | --------------------------------------------------- | ---------------------------------------------------------------- | --------------------------------------------------------------------------------- |
| Győri Audi ETO KC ŽRK Budućnost ŽRK Vardar CSM București | Larvik HK Rostov-Don Nykøbing Falster Metz Handball | SG BBM Bietigheim RK Krim FTC-Rail Cargo Hungaria FC Midtjylland | GTPR Vistal Gdynia Brest Bretagne Handball Thüringer HC[1] Vipers Kristiansand[1] |

### Tragerea la sorți
Cele 16 echipe din urnele valorice au fost trase la sorți în patru grupe de câte patru echipe, unde au jucat fiecare câte două meciuri una împotriva celeilalte, pe teren propriu și în deplasare, în total câte șase meciuri. Echipele clasate pe primele trei locuri în fiecare grupă au avansat în cele două grupe principale, de unde primele patru clasate din fiecare grupă s-au calificat în fazele eliminatorii.
Tragerea la sorți a fost efectuată de Božidar Đurković, președintele Comisiei de Competiții a EHF, și handbalista slovenă Tamara Mavsar de la RK Krim.
|  | Echipele calificate în grupele principale          |
|  | Echipele retrogradate în faza grupelor a Cupei EHF |

Calendarul de mai jos respectă ora EET:

## Grupa A
| Echipa             | M | V | E | Î | GM  | GP  | G   | Pct |
| ------------------ | - | - | - | - | --- | --- | --- | --- |
| CSM București      | 6 | 5 | 0 | 1 | 192 | 144 | +48 | 10  |
| Nykøbing Falster   | 6 | 4 | 0 | 2 | 168 | 163 | +5  | 8   |
| RK Krim            | 6 | 3 | 0 | 3 | 159 | 158 | +1  | 6   |
| GTPR Vistal Gdynia | 6 | 0 | 0 | 6 | 135 | 189 | −54 | 0   |

| 7 octombrie 2017 15:30 | Nykøbing Falster | 27 - 21 | Vistal Gdynia       | POWER ARENA, Nykøbing Falster Asistență: 2.035 Arbitri: Kijauskaitė, Žalienė |
| 7 octombrie 2017 15:30 | Westberg 8       | (14-10) | Borysławska, Zych 7 | POWER ARENA, Nykøbing Falster Asistență: 2.035 Arbitri: Kijauskaitė, Žalienė |
| 7 octombrie 2017 15:30 | 4× 3×            | Cronică | 8× 2× 1×            | POWER ARENA, Nykøbing Falster Asistență: 2.035 Arbitri: Kijauskaitė, Žalienė |

| 7 octombrie 2017 20:00 | CSM București | 30 - 18 | RK Krim           | Sala Polivalentă, București Asistență: 4.627 Arbitri: Arntsen, Røen |
| 7 octombrie 2017 20:00 | Neagu 8       | (15-7)  | Barič, Tsàkalou 4 | Sala Polivalentă, București Asistență: 4.627 Arbitri: Arntsen, Røen |
| 7 octombrie 2017 20:00 | 3× 2×         | Cronică | 4×                | Sala Polivalentă, București Asistență: 4.627 Arbitri: Arntsen, Røen |

| 11 octombrie 2017 21:00 | Vistal Gdynia | 23 - 34 | CSM București | Gdynia Arena, Gdynia Asistență: 700 Arbitri: Alpaidze, Berezkina |
| 11 octombrie 2017 21:00 | Uścinowicz 7  | (9-18)  | Neagu 12      | Gdynia Arena, Gdynia Asistență: 700 Arbitri: Alpaidze, Berezkina |
| 11 octombrie 2017 21:00 | 5× 2×         | Cronică | 4× 2×         | Gdynia Arena, Gdynia Asistență: 700 Arbitri: Alpaidze, Berezkina |

| 14 octombrie 2017 16:00 | RK Krim  | 27 - 26 | Nykøbing Falster | Sportna dvorana Kodeljevo, Ljubljana Asistență: 800 Arbitri: Schulze, Tönnies |
| 14 octombrie 2017 16:00 | Stanko 9 | (15-15) | Kristiansen 7    | Sportna dvorana Kodeljevo, Ljubljana Asistență: 800 Arbitri: Schulze, Tönnies |
| 14 octombrie 2017 16:00 | 1× 4×    | Cronică | 5× 2×            | Sportna dvorana Kodeljevo, Ljubljana Asistență: 800 Arbitri: Schulze, Tönnies |

| 22 octombrie 2017 17:50 | Nykøbing Falster | 25 - 22 | CSM București | POWER ARENA, Nykøbing Falster Asistență: 2.876 Arbitri: Jurinović, Mrvica |
| 22 octombrie 2017 17:50 | Westberg 6       | (13-14) | Gulldén 6     | POWER ARENA, Nykøbing Falster Asistență: 2.876 Arbitri: Jurinović, Mrvica |
| 22 octombrie 2017 17:50 | 1× 3×            | Cronică | 3× 2×         | POWER ARENA, Nykøbing Falster Asistență: 2.876 Arbitri: Jurinović, Mrvica |

| 25 octombrie 2017 19:30 | Vistal Gdynia | 19 - 29 | RK Krim | Gdynia Arena, Gdynia Asistență: 700 Arbitri: Herczeg, Südi |
| 25 octombrie 2017 19:30 | Szarawaga 5   | (10-11) | Barič 6 | Gdynia Arena, Gdynia Asistență: 700 Arbitri: Herczeg, Südi |
| 25 octombrie 2017 19:30 | 1× 3×         | Cronică | 3× 2×   | Gdynia Arena, Gdynia Asistență: 700 Arbitri: Herczeg, Südi |

| 4 noiembrie 2017 16:00 | CSM București | 39 - 26 | Nykøbing Falster | Sala Dinamo, București Asistență: 2.000 Arbitri: Bonaventura, Bonaventura |
| 4 noiembrie 2017 16:00 | Curea 7       | (18-12) | Westberg 8       | Sala Dinamo, București Asistență: 2.000 Arbitri: Bonaventura, Bonaventura |
| 4 noiembrie 2017 16:00 | 6× 1×         | Cronică | 2× 3×            | Sala Dinamo, București Asistență: 2.000 Arbitri: Bonaventura, Bonaventura |

| 4 noiembrie 2017 16:00 | RK Krim | 29 - 22 | Vistal Gdynia            | Sportna dvorana Kodeljevo, Ljubljana Asistență: 900 Arbitri: Bennani, Bennani |
| 4 noiembrie 2017 16:00 | Barič 6 | (16-11) | Stanulewicz, Szarawaga 4 | Sportna dvorana Kodeljevo, Ljubljana Asistență: 900 Arbitri: Bennani, Bennani |
| 4 noiembrie 2017 16:00 | 9× 2×   | Cronică | 5× 3×                    | Sportna dvorana Kodeljevo, Ljubljana Asistență: 900 Arbitri: Bennani, Bennani |

| 10 noiembrie 2017 20:00 | Vistal Gdynia            | 28 - 36 | Nykøbing Falster | Gdynia Arena, Gdynia Asistență: 700 Arbitri: Antić, Jakovljević |
| 10 noiembrie 2017 20:00 | Janiszewska, Kulwińska 6 | (10-15) | Westberg 11      | Gdynia Arena, Gdynia Asistență: 700 Arbitri: Antić, Jakovljević |
| 10 noiembrie 2017 20:00 | 2×                       | Cronică | 2×               | Gdynia Arena, Gdynia Asistență: 700 Arbitri: Antić, Jakovljević |

| 11 noiembrie 2017 16:00 | RK Krim | 30 - 33 | CSM București | Sportna dvorana Kodeljevo, Ljubljana Asistență: 1.800 Arbitri: Kijauskaitė, Žalienė |
| 11 noiembrie 2017 16:00 | Benko 7 | (16-17) | Neagu 9       | Sportna dvorana Kodeljevo, Ljubljana Asistență: 1.800 Arbitri: Kijauskaitė, Žalienė |
| 11 noiembrie 2017 16:00 | 2× 4×   | Cronică | 5× 2×         | Sportna dvorana Kodeljevo, Ljubljana Asistență: 1.800 Arbitri: Kijauskaitė, Žalienė |

| 19 noiembrie 2017 16:00 | CSM București   | 34 - 22 | Vistal Gdynia       | Sala Dinamo, București Asistență: 2.200 Arbitri: Vranes, Wenninger |
| 19 noiembrie 2017 16:00 | Curea, Hagman 5 | (17-14) | Janiszewska, Zych 4 | Sala Dinamo, București Asistență: 2.200 Arbitri: Vranes, Wenninger |
| 19 noiembrie 2017 16:00 | 4× 3×           | Cronică | 2× 3×               | Sala Dinamo, București Asistență: 2.200 Arbitri: Vranes, Wenninger |

| 19 noiembrie 2017 16:10 | Nykøbing Falster | 28 - 26 | RK Krim        | POWER ARENA, Nykøbing Falster Asistență: 2.765 Arbitri: Ilieva, Karbeska |
| 19 noiembrie 2017 16:10 | Westberg 5       | (11-12) | Benko, Koren 5 | POWER ARENA, Nykøbing Falster Asistență: 2.765 Arbitri: Ilieva, Karbeska |
| 19 noiembrie 2017 16:10 | 4×               | Cronică | 2× 3×          | POWER ARENA, Nykøbing Falster Asistență: 2.765 Arbitri: Ilieva, Karbeska |

## Grupa B
| Echipa            | M | V | E | Î | GM  | GP  | G   | Pct |
| ----------------- | - | - | - | - | --- | --- | --- | --- |
| Győri Audi ETO KC | 6 | 5 | 0 | 1 | 153 | 126 | +27 | 10  |
| Rostov-Don        | 6 | 4 | 0 | 2 | 149 | 138 | +11 | 8   |
| FC Midtjylland    | 6 | 3 | 0 | 3 | 134 | 147 | −13 | 6   |
| Brest Handball    | 6 | 0 | 0 | 6 | 132 | 157 | −25 | 0   |

| 7 octombrie 2017 15:00 | Rostov-Don | 26 - 24 | Brest Handball | Palatul Sporturilor „Rostov Don”, Rostov-pe-Don Asistență: 2.500 Arbitri: Jurinović, Mrvica |
| 7 octombrie 2017 15:00 | Makeeva 5  | (14-13) | Stojiljković 6 | Palatul Sporturilor „Rostov Don”, Rostov-pe-Don Asistență: 2.500 Arbitri: Jurinović, Mrvica |
| 7 octombrie 2017 15:00 | 4×         | Cronică | 3×             | Palatul Sporturilor „Rostov Don”, Rostov-pe-Don Asistență: 2.500 Arbitri: Jurinović, Mrvica |

| 7 octombrie 2017 20:30 | Győri Audi ETO KC | 27 - 16 | FC Midtjylland | Audi Aréna, Győr Asistență: 5.157 Arbitri: Brunovský, Čanda |
| 7 octombrie 2017 20:30 | Görbicz 6         | (15-8)  | Pedersen 4     | Audi Aréna, Győr Asistență: 5.157 Arbitri: Brunovský, Čanda |
| 7 octombrie 2017 20:30 | 2×                | Cronică | 2× 3×          | Audi Aréna, Győr Asistență: 5.157 Arbitri: Brunovský, Čanda |

| 15 octombrie 2017 16:00 | Brest Handball | 23 - 26 | Győri Audi ETO KC | Brest Arena, Brest Asistență: 3.433 Arbitri: Kurtagić, Wetterwik |
| 15 octombrie 2017 16:00 | Geiger 6       | (10-13) | Groot 6           | Brest Arena, Brest Asistență: 3.433 Arbitri: Kurtagić, Wetterwik |
| 15 octombrie 2017 16:00 | 5× 3×          | Cronică | 5× 3×             | Brest Arena, Brest Asistență: 3.433 Arbitri: Kurtagić, Wetterwik |

| 15 octombrie 2017 17:30 | FC Midtjylland            | 24 - 21 | Rostov-Don  | Ikast-Brande Arena, Ikast Asistență: 1.652 Arbitri: Opava, Válek |
| 15 octombrie 2017 17:30 | Augustesen, Kristiansen 5 | (11-10) | Viahireva 4 | Ikast-Brande Arena, Ikast Asistență: 1.652 Arbitri: Opava, Válek |
| 15 octombrie 2017 17:30 | 3×                        | Cronică | 2× 1×       | Ikast-Brande Arena, Ikast Asistență: 1.652 Arbitri: Opava, Válek |

| 20 octombrie 2017 20:00 | Brest Handball | 22 - 23 | FC Midtjylland | Brest Arena, Brest Asistență: 1.043 Arbitri: Bethmann, Tzaferopoulos |
| 20 octombrie 2017 20:00 | Geiger 5       | (10-12) | Kristiansen 7  | Brest Arena, Brest Asistență: 1.043 Arbitri: Bethmann, Tzaferopoulos |
| 20 octombrie 2017 20:00 | 3× 2×          | Cronică | 1× 2×          | Brest Arena, Brest Asistență: 1.043 Arbitri: Bethmann, Tzaferopoulos |

| 21 octombrie 2017 16:00 | Rostov-Don       | 23 - 22 | Győri Audi ETO KC | Palatul Sporturilor „Rostov Don”, Rostov-pe-Don Asistență: 2.400 Arbitri: Marić, Mašić |
| 21 octombrie 2017 16:00 | Rodrigues Belo 7 | (12-12) | Oftedal 5         | Palatul Sporturilor „Rostov Don”, Rostov-pe-Don Asistență: 2.400 Arbitri: Marić, Mašić |
| 21 octombrie 2017 16:00 | 1× 3×            | Cronică | 4×                | Palatul Sporturilor „Rostov Don”, Rostov-pe-Don Asistență: 2.400 Arbitri: Marić, Mašić |

| 4 noiembrie 2017 14:30 | FC Midtjylland | 27 - 23 | Brest Handball                 | Ikast-Brande Arena, Ikast Asistență: 1.560 Arbitri: Arntsen, Røen |
| 4 noiembrie 2017 14:30 | Kristiansen 12 | (12-7)  | Copy, Pop-Lazić, Prouvensier 4 | Ikast-Brande Arena, Ikast Asistență: 1.560 Arbitri: Arntsen, Røen |
| 4 noiembrie 2017 14:30 | 2×             | Cronică | 3× 2×                          | Ikast-Brande Arena, Ikast Asistență: 1.560 Arbitri: Arntsen, Røen |

| 6 noiembrie 2017 21:00 | Győri Audi ETO KC | 25 - 23 | Rostov-Don                | Audi Aréna, Győr Asistență: 5.500 Arbitri: Baranowski, Lemanowicz |
| 6 noiembrie 2017 21:00 | Görbicz 5         | (13-9)  | Dembélé, Rodrigues Belo 5 | Audi Aréna, Győr Asistență: 5.500 Arbitri: Baranowski, Lemanowicz |
| 6 noiembrie 2017 21:00 | 3×                | Cronică | 5× 3×                     | Audi Aréna, Győr Asistență: 5.500 Arbitri: Baranowski, Lemanowicz |

| 11 noiembrie 2017 16:00 | Brest Handball | 23 - 29 | Rostov-Don   | Brest Arena, Brest Asistență: 2.775 Arbitri: Pavićević, Ražnatović |
| 11 noiembrie 2017 16:00 | Geiger 6       | (14-15) | Managarova 8 | Brest Arena, Brest Asistență: 2.775 Arbitri: Pavićević, Ražnatović |
| 11 noiembrie 2017 16:00 | 2×             | Cronică | 3×           | Brest Arena, Brest Asistență: 2.775 Arbitri: Pavićević, Ražnatović |

| 11 noiembrie 2017 16:30 | FC Midtjylland | 24 - 27 | Győri Audi ETO KC | Ikast-Brande Arena, Ikast Asistență: 2.190 Arbitri: García, Marín |
| 11 noiembrie 2017 16:30 | Kristiansen 11 | (12-14) | Mørk 13           | Ikast-Brande Arena, Ikast Asistență: 2.190 Arbitri: García, Marín |
| 11 noiembrie 2017 16:30 | 4× 3×          | Cronică | 2×                | Ikast-Brande Arena, Ikast Asistență: 2.190 Arbitri: García, Marín |

| 18 noiembrie 2017 16:00 | Rostov-Don | 27 - 20 | FC Midtjylland | Palatul Sporturilor „Rostov Don”, Rostov-pe-Don Asistență: 2.100 Arbitri: Năstase, Stancu |
| 18 noiembrie 2017 16:00 | Petrova 6  | (15-7)  | Kristiansen 9  | Palatul Sporturilor „Rostov Don”, Rostov-pe-Don Asistență: 2.100 Arbitri: Năstase, Stancu |
| 18 noiembrie 2017 16:00 | 2× 4×      | Cronică | 3×             | Palatul Sporturilor „Rostov Don”, Rostov-pe-Don Asistență: 2.100 Arbitri: Năstase, Stancu |

| 18 noiembrie 2017 16:00 | Győri Audi ETO KC | 26 - 17 | Brest Handball | Audi Aréna, Győr Asistență: 5.500 Arbitri: Schulze, Tönnies |
| 18 noiembrie 2017 16:00 | Broch 7           | (13-7)  | Sand 4         | Audi Aréna, Győr Asistență: 5.500 Arbitri: Schulze, Tönnies |
| 18 noiembrie 2017 16:00 | 1× 2×             | Cronică | 2×             | Audi Aréna, Győr Asistență: 5.500 Arbitri: Schulze, Tönnies |

## Grupa C
| Echipa          | M | V | E | Î | GM  | GP  | G   | Pct |
| --------------- | - | - | - | - | --- | --- | --- | --- |
| ŽRK Vardar      | 6 | 6 | 0 | 0 | 182 | 147 | +35 | 12  |
| Ferencvárosi TC | 6 | 4 | 0 | 2 | 183 | 167 | +16 | 8   |
| Thüringer HC    | 6 | 1 | 0 | 5 | 145 | 167 | −22 | 2   |
| Larvik HK       | 6 | 1 | 0 | 5 | 152 | 181 | −29 | 2   |

| 6 octombrie 2017 20:00 | ŽRK Vardar      | 34 - 31 | FTC-Rail Cargo Hungaria | Jane Sandanski Arena, Skopje Asistență: 3.000 Arbitri: Brehmer, Skowronek |
| 6 octombrie 2017 20:00 | Cvijić, Lekić 7 | (20-11) | Faluvégi 7              | Jane Sandanski Arena, Skopje Asistență: 3.000 Arbitri: Brehmer, Skowronek |
| 6 octombrie 2017 20:00 | 5× 3×           | Cronică | 4× 3×                   | Jane Sandanski Arena, Skopje Asistență: 3.000 Arbitri: Brehmer, Skowronek |

| 7 octombrie 2017 19:00 | Larvik HK     | 27 - 31 | Thüringer HC | Boligmappa Arena Larvik, Larvik Asistență: 774 Arbitri: Bonaventura, Bonaventura |
| 7 octombrie 2017 19:00 | Christensen 7 | (11-16) | Luzumová 13  | Boligmappa Arena Larvik, Larvik Asistență: 774 Arbitri: Bonaventura, Bonaventura |
| 7 octombrie 2017 19:00 | 5× 2×         | Cronică | 4× 2×        | Boligmappa Arena Larvik, Larvik Asistență: 774 Arbitri: Bonaventura, Bonaventura |

| 14 octombrie 2017 20:00 | FTC-Rail Cargo Hungaria | 37 - 33 | Larvik HK  | OBO Aréna, Dabas Asistență: 1.800 Arbitri: Antić, Jakovljević |
| 14 octombrie 2017 20:00 | van der Heijden 10      | (18-15) | Breistøl 9 | OBO Aréna, Dabas Asistență: 1.800 Arbitri: Antić, Jakovljević |
| 14 octombrie 2017 20:00 | 5× 3×                   | Cronică | 5× 2×      | OBO Aréna, Dabas Asistență: 1.800 Arbitri: Antić, Jakovljević |

| 15 octombrie 2017 16:00 | Thüringer HC | 21 - 29 | ŽRK Vardar  | Wiedigsburghalle, Nordhausen Asistență: 1.500 Arbitri: Kiașko, Kiselev |
| 15 octombrie 2017 16:00 | Luzumová 8   | (11-19) | Radičević 8 | Wiedigsburghalle, Nordhausen Asistență: 1.500 Arbitri: Kiașko, Kiselev |
| 15 octombrie 2017 16:00 | 4× 2×        | Cronică | 5× 3×       | Wiedigsburghalle, Nordhausen Asistență: 1.500 Arbitri: Kiașko, Kiselev |

| 21 octombrie 2017 19:00 | Larvik HK     | 19 - 31 | ŽRK Vardar           | Boligmappa Arena Larvik, Larvik Asistență: 889 Arbitri: Mandák, Rudinský |
| 21 octombrie 2017 19:00 | Christensen 4 | (9-16)  | Penezić, Ristovska 6 | Boligmappa Arena Larvik, Larvik Asistență: 889 Arbitri: Mandák, Rudinský |
| 21 octombrie 2017 19:00 | 1× 3×         | Cronică | 2× 3×                | Boligmappa Arena Larvik, Larvik Asistență: 889 Arbitri: Mandák, Rudinský |

| 22 octombrie 2017 16:00 | Thüringer HC | 25 - 29 | FTC-Rail Cargo Hungaria  | Wiedigsburghalle, Nordhausen Asistență: 1.600 Arbitri: Christiansen, Hansen |
| 22 octombrie 2017 16:00 | Luzumová 10  | (15-14) | Pena Abaurrea, Hornyák 9 | Wiedigsburghalle, Nordhausen Asistență: 1.600 Arbitri: Christiansen, Hansen |
| 22 octombrie 2017 16:00 | 2× 3×        | Cronică | 7× 2×                    | Wiedigsburghalle, Nordhausen Asistență: 1.600 Arbitri: Christiansen, Hansen |

| 4 noiembrie 2017 17:00 | FTC-Rail Cargo Hungaria | 28 - 25 | Thüringer HC | OBO Aréna, Dabas Asistență: 1.500 Arbitri: Florescu, Stoia |
| 4 noiembrie 2017 17:00 | Pena Abaurrea 6         | (13-14) | Luzumová 6   | OBO Aréna, Dabas Asistență: 1.500 Arbitri: Florescu, Stoia |
| 4 noiembrie 2017 17:00 | 2× 4×                   | Cronică | 3× 4×        | OBO Aréna, Dabas Asistență: 1.500 Arbitri: Florescu, Stoia |

| 4 noiembrie 2017 18:00 | ŽRK Vardar | 30 - 27 | Larvik HK            | Jane Sandanski Arena, Skopje Asistență: 1.800 Arbitri: Năstase, Stancu |
| 4 noiembrie 2017 18:00 | Penezić 7  | (10-11) | Breistøl, Hjertner 6 | Jane Sandanski Arena, Skopje Asistență: 1.800 Arbitri: Năstase, Stancu |
| 4 noiembrie 2017 18:00 | 2×         | Cronică | 2× 3× 1×             | Jane Sandanski Arena, Skopje Asistență: 1.800 Arbitri: Năstase, Stancu |

| 11 noiembrie 2017 14:30 | FTC-Rail Cargo Hungaria | 28 - 29 | ŽRK Vardar | OBO Aréna, Dabas Asistență: 2.498 Arbitri: Bonaventura, Bonaventura |
| 11 noiembrie 2017 14:30 | Pena Abaurrea 8         | (12-16) | Penezić 9  | OBO Aréna, Dabas Asistență: 2.498 Arbitri: Bonaventura, Bonaventura |
| 11 noiembrie 2017 14:30 | 3×                      | Cronică | 6× 2×      | OBO Aréna, Dabas Asistență: 2.498 Arbitri: Bonaventura, Bonaventura |

| 12 noiembrie 2017 15:00 | Thüringer HC | 22 - 25 | Larvik HK     | Wiedigsburghalle, Nordhausen Asistență: 1.600 Arbitri: Vujačić, Kažanegra |
| 12 noiembrie 2017 15:00 | Jakubisová 7 | (10-14) | Christensen 6 | Wiedigsburghalle, Nordhausen Asistență: 1.600 Arbitri: Vujačić, Kažanegra |
| 12 noiembrie 2017 15:00 | 4× 2×        | Cronică | 3× 2×         | Wiedigsburghalle, Nordhausen Asistență: 1.600 Arbitri: Vujačić, Kažanegra |

| 17 noiembrie 2017 20:00 | ŽRK Vardar  | 29 - 21 | Thüringer HC | Jane Sandanski Arena, Skopje Asistență: 5.000 Arbitri: Panayides, Andreou |
| 17 noiembrie 2017 20:00 | Lacrabère 7 | (12-12) | Luzumová 6   | Jane Sandanski Arena, Skopje Asistență: 5.000 Arbitri: Panayides, Andreou |
| 17 noiembrie 2017 20:00 | 2× 3×       | Cronică | 2× 3×        | Jane Sandanski Arena, Skopje Asistență: 5.000 Arbitri: Panayides, Andreou |

| 19 noiembrie 2017 16:00 | Larvik HK   | 21 - 30 | FTC-Rail Cargo Hungaria | Boligmappa Arena Larvik, Larvik Asistență: 1.358 Arbitri: Alpaidze, Berezkina |
| 19 noiembrie 2017 16:00 | Tollbring 6 | (9-18)  | Lukács 7                | Boligmappa Arena Larvik, Larvik Asistență: 1.358 Arbitri: Alpaidze, Berezkina |
| 19 noiembrie 2017 16:00 | 2×          | Cronică | 4× 3×                   | Boligmappa Arena Larvik, Larvik Asistență: 1.358 Arbitri: Alpaidze, Berezkina |

## Grupa D
| Echipa              | M | V | E | Î | GM  | GP  | G   | Pct |
| ------------------- | - | - | - | - | --- | --- | --- | --- |
| Metz Handball       | 6 | 5 | 0 | 1 | 157 | 137 | +20 | 10  |
| ŽRK Budućnost       | 6 | 3 | 0 | 3 | 144 | 148 | −4  | 6   |
| SG BBM Bietigheim   | 6 | 3 | 0 | 3 | 152 | 158 | −6  | 6   |
| Vipers Kristiansand | 6 | 1 | 0 | 5 | 144 | 154 | −10 | 2   |

| 7 octombrie 2017 20:00 | ŽRK Budućnost | 32 - 24 | SG BBM Bietigheim | Centrul Sportiv Morača, Podgorica Asistență: 1.500 Arbitri: Mandák, Rudinský |
| 7 octombrie 2017 20:00 | Jauković 9    | (17-10) | Kudłacz-Gloc 5    | Centrul Sportiv Morača, Podgorica Asistență: 1.500 Arbitri: Mandák, Rudinský |
| 7 octombrie 2017 20:00 | 4× 2×         | Cronică | 5× 4×             | Centrul Sportiv Morača, Podgorica Asistență: 1.500 Arbitri: Mandák, Rudinský |

| 8 octombrie 2017 20:00 | Metz Handball | 30 - 22 | Vipers Kristiansand | Arènes de Metz, Metz Asistență: 3.370 Arbitri: Christiansen, Hansen |
| 8 octombrie 2017 20:00 | Gros 7        | (14-12) | Aune 6              | Arènes de Metz, Metz Asistență: 3.370 Arbitri: Christiansen, Hansen |
| 8 octombrie 2017 20:00 | 3×            | Cronică | 4× 3×               | Arènes de Metz, Metz Asistență: 3.370 Arbitri: Christiansen, Hansen |

| 14 octombrie 2017 17:00 | Vipers Kristiansand | 29 - 19 | ŽRK Budućnost               | Aquarama Kristiansand, Kristiansand Asistență: 1.650 Arbitri: Florescu, Stoia |
| 14 octombrie 2017 17:00 | Sulland 9           | (15-11) | Jauković, Laslo, Raičević 4 | Aquarama Kristiansand, Kristiansand Asistență: 1.650 Arbitri: Florescu, Stoia |
| 14 octombrie 2017 17:00 | 4× 3×               | Cronică | 2×                          | Aquarama Kristiansand, Kristiansand Asistență: 1.650 Arbitri: Florescu, Stoia |

| 14 octombrie 2017 20:00 | SG BBM Bietigheim | 26 - 30 | Metz Handball | Arena Ludwigsburg, Ludwigsburg Asistență: 1.238 Arbitri: Leandersson, Lindroos |
| 14 octombrie 2017 20:00 | Naidzinavicius 10 | (12-17) | Smits 7       | Arena Ludwigsburg, Ludwigsburg Asistență: 1.238 Arbitri: Leandersson, Lindroos |
| 14 octombrie 2017 20:00 | 5× 2×             | Cronică | 4× 3×         | Arena Ludwigsburg, Ludwigsburg Asistență: 1.238 Arbitri: Leandersson, Lindroos |

| 21 octombrie 2017 18:30 | Metz Handball | 27 - 23 | ŽRK Budućnost | Arènes de Metz, Metz Asistență: 4.266 Arbitri: Horváth, Marton |
| 21 octombrie 2017 18:30 | Gros 10       | (13-10) | Laslo 7       | Arènes de Metz, Metz Asistență: 4.266 Arbitri: Horváth, Marton |
| 21 octombrie 2017 18:30 | 2× 3×         | Cronică | 4× 3×         | Arènes de Metz, Metz Asistență: 4.266 Arbitri: Horváth, Marton |

| 22 octombrie 2017 18:00 | Vipers Kristiansand     | 24 - 29 | SG BBM Bietigheim | Aquarama Kristiansand, Kristiansand Asistență: 1.639 Arbitri: Brkić, Jusufhodžić |
| 22 octombrie 2017 18:00 | Jonassen, Kristiansen 5 | (8-16)  | Naidzinavicius 9  | Aquarama Kristiansand, Kristiansand Asistență: 1.639 Arbitri: Brkić, Jusufhodžić |
| 22 octombrie 2017 18:00 | 5× 2× 1×                | Cronică | 7× 2×             | Aquarama Kristiansand, Kristiansand Asistență: 1.639 Arbitri: Brkić, Jusufhodžić |

| 1 noiembrie 2017 19:30 | SG BBM Bietigheim | 25 - 24 | Vipers Kristiansand          | Arena Ludwigsburg, Ludwigsburg Asistență: 1.876 Arbitri: Vranes, Wenninger |
| 1 noiembrie 2017 19:30 | Naidzinavicius 10 | (16-13) | Arntzen, Brattset, Sulland 6 | Arena Ludwigsburg, Ludwigsburg Asistență: 1.876 Arbitri: Vranes, Wenninger |
| 1 noiembrie 2017 19:30 | 1× 2×             | Cronică | 5× 4×                        | Arena Ludwigsburg, Ludwigsburg Asistență: 1.876 Arbitri: Vranes, Wenninger |

| 4 noiembrie 2017 20:30 | ŽRK Budućnost | 23 - 18 | Metz Handball | Centrul Sportiv Morača, Podgorica Asistență: 2.300 Arbitri: Opava, Válek |
| 4 noiembrie 2017 20:30 | Jauković 8    | (11-8)  | Zaadi 5       | Centrul Sportiv Morača, Podgorica Asistență: 2.300 Arbitri: Opava, Válek |
| 4 noiembrie 2017 20:30 | 4× 3×         | Cronică | 5× 2× 1×      | Centrul Sportiv Morača, Podgorica Asistență: 2.300 Arbitri: Opava, Válek |

| 10 noiembrie 2017 21:30 | Vipers Kristiansand | 22 - 25 | Metz Handball | Aquarama Kristiansand, Kristiansand Asistență: 1.742 Arbitri: Brehmer, Skowronek |
| 10 noiembrie 2017 21:30 | Kristiansen 6       | (11-12) | Gros 7        | Aquarama Kristiansand, Kristiansand Asistență: 1.742 Arbitri: Brehmer, Skowronek |
| 10 noiembrie 2017 21:30 | 2× 3×               | Cronică | 4× 3×         | Aquarama Kristiansand, Kristiansand Asistență: 1.742 Arbitri: Brehmer, Skowronek |

| 12 noiembrie 2017 21:00 | SG BBM Bietigheim | 27 - 21 | ŽRK Budućnost | Arena Ludwigsburg, Ludwigsburg Asistență: 2.258 Arbitri: Erdoğan, Özdeniz |
| 12 noiembrie 2017 21:00 | Naidzinavicius 10 | (12-10) | Laslo 6       | Arena Ludwigsburg, Ludwigsburg Asistență: 2.258 Arbitri: Erdoğan, Özdeniz |
| 12 noiembrie 2017 21:00 | 3×                | Cronică | 5× 2×         | Arena Ludwigsburg, Ludwigsburg Asistență: 2.258 Arbitri: Erdoğan, Özdeniz |

| 18 noiembrie 2017 20:00 | ŽRK Budućnost | 26 - 23 | Vipers Kristiansand | Centrul Sportiv Morača, Podgorica Asistență: 2.900 Arbitri: Bethmann, Tzaferopoulos |
| 18 noiembrie 2017 20:00 | Raičević 7    | (11-13) | Sulland 10          | Centrul Sportiv Morača, Podgorica Asistență: 2.900 Arbitri: Bethmann, Tzaferopoulos |
| 18 noiembrie 2017 20:00 | 1× 3×         | Cronică | 2× 4×               | Centrul Sportiv Morača, Podgorica Asistență: 2.900 Arbitri: Bethmann, Tzaferopoulos |

| 19 noiembrie 2017 16:00 | Metz Handball | 27 - 21 | SG BBM Bietigheim | Arènes de Metz, Metz Asistență: 4.500 Arbitri: Florescu, Stoia |
| 19 noiembrie 2017 16:00 | Zaadi Deuna 6 | (12-10) | Rozemalen 5       | Arènes de Metz, Metz Asistență: 4.500 Arbitri: Florescu, Stoia |
| 19 noiembrie 2017 16:00 | 2× 3×         | Cronică | 3× 1×             | Arènes de Metz, Metz Asistență: 4.500 Arbitri: Florescu, Stoia |